# Meconopsis barbiseta
Meconopsis barbiseta är en vallmoväxtart som beskrevs av Cheng Yih Wu och H. Chuang. Meconopsis barbiseta ingår i släktet bergvallmor, och familjen vallmoväxter. Inga underarter finns listade i Catalogue of Life.